# Ørbæk Kommune
| Strukturdaten       | Strukturdaten  |
| ------------------- | -------------- |
| Sitz der Verwaltung | Ørbæk          |
| Fläche              | 138,34 km²     |
| Einwohner           | 6.884 (2006)   |
| Kommune seit 2007   | Nyborg Kommune |

Ørbæk Kommune war bis Dezember 2006 eine dänische Kommune im damaligen Fyns Amt im Osten der Insel Fyn (dt.: Fünen). Seit Januar 2007 ist sie zusammen mit der “alten” Nyborg Kommune und der Ullerslev Kommune Teil der neuen Nyborg Kommune.
Ullerslev Kommune wurde 1966 gebildet, ging somit der dänischen Verwaltungsreform von 1970 voraus und umfasste folgende Sogn:
- Ellested Sogn (Landgemeinde Gislev-Ellested; Gislev Sogn kam zur Ryslinge Kommune)
- Frørup Sogn (Landgemeinde Frørup)
- Herrested Sogn (Landgemeinde Herrested)
- Kullerup Sogn und Refsvindinge Sogn (Landgemeinde Kullerup-Refsvindinge)
- Langå Sogn und Øksendrup Sogn (Landgemeinde Langå-Øksendrup)
- Svindinge Sogn (Landgemeinde Svindinge)
- Ørbæk Sogn (Landgemeinde Ørbæk)